# Takahashi (miasto)
Takahashi (jap. 高梁市 Takahashi-shi) – miasto w Japonii, w południowej części wyspy Honsiu, w prefekturze Okayama.

## Położenie
Leży w zachodniej części prefektury. Graniczy z:
- Maniwa
- Sōja
- Ibara
- Niimi
- Shōbara

## Historia
Prawa miejskie otrzymało 1 maja 1954 roku.

## Demografia
W 2005 miasto liczyło 38 796 mieszkańców.